# 夜想曲第12番 (ショパン)
夜想曲第12番 ト長調 作品37-2 は、フレデリック・ショパンが1839年に作曲したピアノのための夜想曲。作品37-1と共に1840年に出版された。献呈先はない。

## 構成
ト長調、アンダンティーノ、8分の6拍子、ロンド形式（A - B - A - B - A - コーダ）。
舟歌風の穏やかな曲想であり、最初の主題は左手の簡単な伴奏に乗って、右手が3度と6度の和声を歌うもの。半音階的進行で転調しながら進む。(ト長調 - イ短調 - 変ホ短調 - ヘ短調 - イ短調 - ヘ短調)

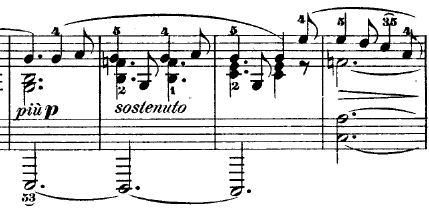
主題Bの部分

いったん主題がやむと、ハ長調でのんびりした主題が現れる。やはり転調をつけて単調にならないようにしている。右手は決まったリズムで、左手は持続低音に近く全音符も多い。
再び最初の流暢な主題が現れ、繰り返しがあった後、穏やかに終わる。